# Patrick Regnault
Pour les articles homonymes, voir Regnault.
Patrick Regnault, né le 31 mars 1974 à Villers-Semeuse (Ardennes), est un ancien footballeur français. Il occupait le poste de gardien de but au CS Sedan-Ardennes.

## Biographie
Révélé au CS Sedan Ardennes où il était en concurrence avec Nicolas Sachy, Patrick Regnault compte 96 matchs en première division (il est titulaire pour la première fois le 10 octobre 2000). Il participe en 2005, avec Sedan, à la finale de la Coupe de France perdue face à Auxerre.
Le 18 mai 2009, il annonce dans une interview à L'Ardennais sa retraite à la fin de la saison en cours, après dix années passées au sein du CS Sedan-Ardennes.
En Janvier 2020, il prend place sur le banc de l'OFC Charleville-Mézières en tant qu'entraineur principal.
À la suite de la fusion du club avec l'AS Prix les Mézières, il effectue son retour au CS Sedan Ardennes en tant qu'entraineur des gardiens le 16 juillet 2024.

## Carrière

### Joueur
- 1994-1997 : OFC Charleville ( France)
- 1997-1998 : Saint-Denis Saint-Leu ( France)
- 1998-1999 : Le Mans UC ( France)
- 1999-2009 : CS Sedan Ardennes ( France)[5]

### Entraîneurs
- 2010-2012 : OFC Charleville-Mézières( France)
- Janv. 2020-2024 : OFC de Charleville-Mézières ( France)
- 2024- : CS Sedan Ardennes ( France)

## Récompenses
- Plus de 450 matchs pro
- Élu meilleur gardien Pro de Ligue 1 en 2002 « par les journalistes de France Foot »
- Nommé meilleur gardien pro de Ligue 2 en 2005 et 2007 « par les joueurs pro »

## Palmarès
- Finaliste de la Coupe de France en 2005 avec le CS Sedan-Ardennes.